# Begovac
 Ovo je glavno značenje pojma Begovac. Za priotku Gacke pogledajte Begovac (rijeka).
Begovac je naselje u Republici Hrvatskoj, u sastavu Općine Saborsko, Karlovačka županija. 

## Stanovništvo
Prema popisu stanovništva iz 2001. godine, naselje je imalo 25 stanovnika te 17 obiteljskih kućanstava.
| broj stanovnika | 167   | 254   | 259   | 300   | 296   | 238   | 234   | 310   | 296   | 281   | 256   | 218   | 185   | 174   | 25    | 16    | 34    |
|                 | 1857. | 1869. | 1880. | 1890. | 1900. | 1910. | 1921. | 1931. | 1948. | 1953. | 1961. | 1971. | 1981. | 1991. | 2001. | 2011. | 2021. |